# Subcultura
Subcultura é o conjunto de particularidades culturais de um grupo que se dista do modo de vida dominante sem se desprender dele.